# Kalmusar
Kalmusar (Acorus) är ett släkte av enhjärtbladiga växter. Släktet ingick tidigare i familjen kallaväxter (Araceae) men nyare fylogeni placerar det i den egna familjen kalmusväxter (Acoraceae) och ordningen Acorales, där det är det enda släktet. Det finns olika uppgifter om hur många arter släktet totalt innehåller, men antalet överskrider inte tio.
Kalmusarna kommer ursprungligen från Nordamerika och norra och östra Asien men har odlats länge i södra Asien och Europa och blivit naturaliserade där. I Sverige finns endast en art, kalmus. 
Växterna är städsegröna och gräslika. I naturen växer de nära vatten eller i andra fuktiga områden. Blommorna växer i kolvar som är mellan 4 och 10 centimeter långa. Hos några arter innehåller bladen eteriska oljor och de torkade bladen doftar sött. Under medeltiden skar man torkade blad i småbitar och strödde ut på golven, dels för doften och dels för att man trodde att det skyddade mot pest.